# الدوري الألماني الشرقي 1976–77
الدوري الألماني الشرقي 1976–77 هو الموسم 30 من الدوري الألماني الشرقي. أقيم بتاريخ 4 سبتمبر 1976، وأشرف على تنظيمه الاتحاد الأوروبي لكرة القدم، وكان عدد الأندية المشاركة فيه 14، وفاز فيه دينامو دريسدن.